# Kvindedjævelen
Kvindedjævelen (originaltitel Thy Name Is Woman) er en amerikansk stumfilm fra 1924 instrueret af Fred Niblo.

## Medvirkende
- Ramon Novarro som Juan Ricardo
- Barbara La Marr som Guerita
- William V. Mong som Pedro
- Wallace MacDonald som Rodrigo de Castelar
- Robert Edeson
- Edith Roberts som Dolores
- Claire McDowell